# Smbat II d'Arménie
Smbat II (en arménien Սմբատ Բ ; mort en 989) ou Smbat Tiézérakal (en arménien Սմբատ Տիեզերակալ, « Smbat le Dominateur ») est un membre de la famille arménienne des Bagratides, qui est roi d'Arménie à Ani de 977 à 989. 

## Biographie
Fils d'Achot III, Smbat doit d'abord combattre son oncle Mouchel, roi de Kars, qui revendique la succession d'Achot III. Smbat a bientôt le dessus, mais Mouchel fait appel au curopalate David, prince du Tayk, vassal de Byzance. Pour que Byzance n'intervienne pas, Smbat doit renoncer à châtier Mouchel. Par contre, il remporte plusieurs succès contre l'émir de Dvin.
Il embellit la ville d'Ani, la dote d'un double mur de fortifications et fait débuter la construction de la cathédrale par Tiridate. Il meurt en 989, sans laisser d'enfants, et son frère Gagik Ier lui succède.